# ベスト・ダム・シング
『ベスト・ダム・シング』（The Best Damn Thing）は、カナダのシンガーソングライター・アヴリル・ラヴィーンの3枚目のスタジオ・アルバム。

## 概要
このアルバムは、2007年4月17日にアメリカとカナダで、英国とオーストラリアでは4月16日に発売された。アルバム全体がラジオ初公開になったのは4月14日午後6時（オタワの時間?）、オタワのラジオ局HOT89.9での事だった。
アルバム中の最初のシングルは1位ヒットの「ガールフレンド」で2番目のシングルは「When You're Gone」。アルバムにはシングル「Keep Holding On」も収録されている。これは映画『エラゴン』（2006年）のサウンドトラックである。
前作『アンダー・マイ・スキン』より約3年ぶりとなる3作目のアルバム。ラヴィーンはアルバムについて、「速くて、楽しくて、若くて、生意気、攻めてて、自信があって、陽気で図に乗っている、…とにかくいい事全部」と表現している。
製作はDr.Luke（ケリー・クラークソン、P!NK、Lady Sovereignそしてドートリー）、ラヴィーンの夫Deryck Whibley( Sum 41 )、Rob Cavallo（グリーン・デイ、グー・グー・ドールズ、マイ・ケミカル・ロマンス、ジュエル)、Butch Walker、ラヴィーン本人である。
このアルバムでは、Travis Barker (Box Car Racer, ブリンク 182, +44, Transplants, Expensive Taste, Aquabats)もドラムを録音している。
4月14日にはアルバム内の4曲（「Girlfriend」、「I Can Do Better」、「Everything Back but You」、「I Don't Have to Try」）にある汚い言葉遣いが除かれたクリーン・ヴァージョンが発売された。
アメリカで彼女のアルバムにペアレンタル・アドバイザリーラベルがついたのは初めてである（一部の店ではセカンドアルバム『Under My Skin』（2004年）でラベルがついた事がある）。

## プロモーション活動
最初のシングル「Girlfriend」は1月29日に発売されるはずだったが、「Keep Holding On」がラジオで人気があったため変更された。シングルがオタワのラジオ局HOT89.9で初公開されたのは2月6日で、ビデオが公開されたのは2月26日である。前ギタリストのEvanは「Girlfriend」のビデオにカメオ出演していることをMySpaceブログで明かしている。
「Girlfriend」は7言語（スペイン語、ポルトガル語、北京語、日本語、イタリア語、ドイツ語、フランス語）で発売されている。コーラス部が各言語に翻訳されている。アヴリルはベスト・ダム・シングの宣伝のために小規模のツアーを行っている。公演は少なく、参加するためにはファンクラブの会員であることが必要だった。
アルバータ州カルガリーでツアーを行い、200人ほどの聴衆の前で演奏した。カルガリーの公演の様子は2007年4月2日にCBCネットワークで放映され、ここでは舞台裏や「ベスト・ダム・シング」（アルバムの中の1曲）を歌っているところが見られた。アルバム発売後にニューヨークシティーとハリウッドでサイン会が行われている。
2007年2月18日に「Everything Back but You」、「I Can Do Better」と「When You're Gone」のクリップがAOL Musicで発売された。「Alone」（シングル『Girlfriend』のB面）はニュージーランドとオーストラリアのiTunes Storeで2007年3月29日にダウンロードできるようになった。
アヴリルはこの年の終わりにパキスタンでツアーを行う予定である。パキスタンのポップ歌手Shehzad Royは今年始めブライアン・アダムスをチャリティーコンサートに招いたが、女性歌手と契約を取り付けたと宣伝した。「すごくワクワクしている。アヴリルはすてきな歌手だしパキスタンにはファンがたくさんいる。」とGEO TVで語っている。
2008年にワールドツアーが挙行されている。来日し東京ドームなどで公演を行った。

## シングルカット
『ガールフレンド』(Girlfriend)は2007年3月初めのビルボード・シングルチャート(Billboard Hot 100)で、初登場5位を記録。これはアヴリルとっての過去最高の初動売り上げであり、iTunes Storeでも既に12万回以上のダウンロードを記録している。ビルボードのTop Digital Songsでは、「キープ・ホールディング・オン」(Keep Holding On)以来二度目となるチャートインをしており、初登場3位となっている。また、コーラス部分を英語以外の7つの言語（スペイン語、ポルトガル語、中国語、日本語、イタリア語、ドイツ語、フランス語）でそれぞれ歌っているバージョンもある。イギリスのiTunes Storeでは24時間以内で10位にランクインした。
「ガールフレンド」は2007年4月1日にUKシングルチャートにおいてダウンロードのみで2位になった。前回UK Top75での順位から21ランクの上昇だった。彼女にとってイギリスではこれまでの最高ランクで、ファーストシングルの"Complicated"(3位)を抜いている。5月には「ガールフレンド」はBillboard Hot 100で1位を獲得し、同じ週に『ザ・ベスト・ダム・シング』がBillboard Hot 200で初登場1位になっている。アヴリルにとってこれがアメリカで初の1位シングルになった。（それまでの最高ランクは2002年「Complicated」の2位）。
シングルとして発売されていないがビルボードチャートにのった曲。「The Best Damn Thing」7位(Bubbling Under Hot 100)、91位(Pop100)。「Runaway」11位(Bubbling Under Hot 100)、94位(Pop 100)。「Innocence」は初登場16位(Bubbling Under Hot 100)。アルバムには「Keep Holding On」も収録されている。映画エラゴンのサウンドトラックである。Billboard Hot 100で17位を記録した。
UK Single ChartのTop200では「Keep Holding On」は初登場175位、「When You're Gone」は初登場117位 「Innocence」は初登場190位。

## 収録曲
| #         | タイトル                               | 作詞・作曲                                     | 時間  |
| --------- | -------------------------------------- | ---------------------------------------------- | ----- |
| 1.        | 「ガールフレンド」                     | ラヴィーン、ルーカス・ゴットワルド             | 3:37  |
| 2.        | 「アイ・キャン・ドゥ・ベター」         | ラヴィーン、ゴットワルド                       | 3:17  |
| 3.        | 「ラナウェイ」                         | ラヴィーン、ゴットワルド、カラ・ディオガルディ | 3:48  |
| 4.        | 「ベスト・ダム・シング」               | ラヴィーン、ブッチ・ウォーカー                 | 3:10  |
| 5.        | 「ホエン・ユー・アー・ゴーン」         | ラヴィーン、ウォーカー                         | 4:00  |
| 6.        | 「エヴリシング・バック・バット・ユー」 | ラヴィーン、ウォーカー                         | 3:02  |
| 7.        | 「ホット」                             | ラヴィーン、エヴァン・タウベンフェルド         | 3:23  |
| 8.        | 「イノセンス」                         | ラヴィーン、タウベンフェルド                   | 3:52  |
| 9.        | 「アイ・ドント・ハフ・トゥ・トライ」   | ラヴィーン、ゴットワルド                       | 3:17  |
| 10.       | 「ワン・オブ・ゾーズ・ガールズ」       | ラヴィーン、タウベンフェルド                   | 2:56  |
| 11.       | 「コンテイジャス」                     | ラヴィーン、タウベンフェルド                   | 2:10  |
| 12.       | 「キープ・ホールディング・オン」       | ラヴィーン、ゴットワルド                       | 4:01  |
| 合計時間: | 合計時間:                              | 合計時間:                                      | 40:37 |

| #         | タイトル     | 作詞・作曲                                     | 時間  |
| --------- | ------------ | ---------------------------------------------- | ----- |
| 13.       | 「アローン」 | ラヴィーン、ゴットワルド、マックス・マーティン | 3:12  |
| 合計時間: | 合計時間:    | 合計時間:                                      | 43:45 |

| #   | タイトル                                 | 作詞 | 作曲・編曲 |
| --- | ---------------------------------------- | ---- | ---------- |
| 14. | 「ガールフレンド」(プロモーションビデオ) |      |            |

| #   | タイトル                                                    | 作詞・作曲                                         | 時間 |
| --- | ----------------------------------------------------------- | -------------------------------------------------- | ---- |
| 14. | 「アイ・ウィル・ビー」                                      | ラヴィーン、ゴットワルド、マックス・マーティン     | 4:00 |
| 15. | 「アイ・キャン・ドゥ・ベター」(アコースティック)            | ラヴィーン、ゴットワルド                           | 3:39 |
| 16. | 「ガールフレンド」(日本語バージョン)                        | ラヴィーン、ゴットワルド                           | 3:38 |
| 17. | 「ガールフレンド」(Dr. ルーク・リミックス feat. リル・ママ) | ラヴィーン、ゴットワルド、ニアーシャ・カークランド | 3:25 |

| #  | タイトル                                                                                       | 作詞 | 作曲・編曲 |
| -- | ---------------------------------------------------------------------------------------------- | ---- | ---------- |
| 1. | 「エヴリシング・バック・バット・ユー」(ライヴ・パフォーマンス・フロム・ジ・オレンジ・ラウンジ) |      |            |
| 2. | 「ガールフレンド」(ライヴ・パフォーマンス・フロム・ジ・オレンジ・ラウンジ)                     |      |            |
| 3. | 「ホット」(ライヴ・パフォーマンス・フロム・ジ・オレンジ・ラウンジ)                             |      |            |
| 4. | 「ホエン・ユー・アー・ゴーン」(ライヴ・パフォーマンス・フロム・ジ・オレンジ・ラウンジ)         |      |            |
| 5. | 「ガールフレンド」(プロモーションビデオ)                                                       |      |            |
| 6. | 「ホエン・ユー・アー・ゴーン」(プロモーションビデオ)                                           |      |            |
| 7. | 「ホット」(プロモーションビデオ)                                                               |      |            |
| 8. | 「ガールフレンド」(Dr. ルーク・リミックス feat. リル・ママ) (プロモーションビデオ)             |      |            |

| #  | タイトル                                   | 作詞 | 作曲・編曲 |
| -- | ------------------------------------------ | ---- | ---------- |
| 1. | 「メイキング・オブ・ベスト・ダム・シング」 |      |            |
| 2. | 「フォトギャラリー」                       |      |            |

## チャートでの動向と売り上げ
「ザ・ベスト・ダム・シング」はイギリスで数時間に1万9千枚売り上げた。結局、最初の一週間の売り上げは6万枚を超えた。そしてUK Album Chartにおけるアヴリルの3作目の1位のアルバムとなった。これまでイギリスでは15万枚の売り上げがある。
台湾のチャートで1位になった。すでに先行予約の段階でゴールドに認定されていた。発売後プラチナになった。
オーストラリアでは、ARIA Albums Chartにおいて最高2位になり3万5千枚が出荷され、ARIAによりゴールドに認定された。「ザ・ベスト・ダム・シング」はアヴリルのアルバム中では最高ランクが最も低い。前の2作は1位をとっている。プラチナに認定されている。
日本においては、オリコンアルバムチャートにおいて初登場2位、2週目には1位となり、1万2千枚を売りあげた。日本における2作目の1位アルバムとなった。2007年8月2日には発売元から、出荷枚数が100万枚を突破したと発表された。そして日本におけるアヴリルの3作目の出荷枚数100万枚を突破したアルバムとなった。
累計売上は84.8万枚となり、2007年に日本で4番目に多く売り上げたアルバムとなった。
パキスタンでは、初登場1位となり、一時間で2千枚を売り上げた。今までの売り上げは3万枚。
アメリカでビルボード200においても初登場1位となり、28万8千枚を売り上げた。「Under My Skin」の初動38万1千枚より少ない。「Under My Skin」に続くアヴリル2作目の1位アルバムとなった。「ザ・ベスト・ダム・シング」は次の週も1位を守り121,000枚を売り上げた。
スペインでは初登場9位。「Under My Skin」の初登場1位より大きく順位を落とした。
カナダでは初登場1位で、「Under My Skin」より若干多い7万5千枚を売り上げた。2週目には売り上げが66%落ち込み2万6千枚であった。
ABZ Magazineによると、これまで240万枚が販売された。

## チャート
| チャート（2007年）                 | 最高位 |
| ---------------------------------- | ------ |
| アルゼンチン・アルバムチャート     | 1位    |
| オーストラリア                     | 1位    |
| オーストリア・アルバムチャート     | 1位    |
| ブラジル・アルバムチャート         | 1位    |
| カナダ・アルバムチャート           | 1位    |
| チリ・アルバムチャート             | 1位    |
| チェコ共和国・アルバムチャート     | 1位    |
| フィンランド・アルバムチャート     | 1位    |
| フランス・アルバムチャート         | 1位    |
| ドイツ・アルバムチャート           | 1位    |
| プエルトリコ・アルバムチャート     | 1位    |
| アイルランドアルバムチャート       | 1位    |
| イスラエル・アルバムチャート       | 1位    |
| イタリア・アルバムチャート         | 1位    |
| 日本・アルバムチャート（オリコン） | 1位    |

| チャート（2007年）                             | 最高位 |
| ---------------------------------------------- | ------ |
| 韓国・インターナショナル・アルバムチャート     | 1位    |
| メキシコ・アルバムチャート                     | 1位    |
| メキシコ・インターナショナル・アルバムチャート | 1位    |
| オランダ・アルバムチャート                     | 1位    |
| ニュージーランド・アルバムチャート (RIANZ)     | 1位    |
| ノルウェー・アルバムチャート                   | 1位    |
| ポーランド・アルバムチャート                   | 1位    |
| ポルトガル                                     | 1位    |
| スペイン・アルバムチャート                     | 1位    |
| スウェーデン・アルバムチャート                 | 1位    |
| スイス・Hitparade Top 100 Album                | 1位    |
| 台湾・アルバムチャート                         | 1位    |
| イギリス・アルバムチャート (UK Albums Chart)   | 1位    |
| アメリカ・アルバムチャート (Billboard 200)     | 1位    |
| Unites World Chart                             | 1位    |
| ベネズエラ・アルバムチャート (Recordland)      | 1位    |

| 国                       | ゴールド等認定 | 売上げ枚数/発送枚数 |
| ------------------------ | -------------- | ------------------- |
| オーストラリア (ARIA)    | プラチナ       | 140,000+            |
| ブラジル (ABPD)          | -              | 100,000+            |
| カナダ (SoundScan)       | カナダ         | 280,000+            |
| フランス (SNEP)          | -              | 20,000+             |
| ニュージーランド (RIANZ) | ゴールド       | 15,000+             |
| イタリア (FIMI)          | プラチナ       | 200,000+            |

| 国                                    | ゴールド等認定 | 売上げ枚数/発送枚数 |
| ------------------------------------- | -------------- | ------------------- |
| 日本 （オリコン）                     | ミリオン       | 906,376             |
| 韓国 (RIAK)                           | -              | 9,049               |
| 台湾 (G-Music/Five Music)             | プラチナ       | 30,000+             |
| イギリス (BPI)                        | プラチナ       | 500,000             |
| アメリカ (Billboard)                  | プラチナ       | 1,631,000           |
| en:United World Chart (Media Traffic) | プラチナ       | 3,263,000           |

## リリース日
| 国または地域                                       | 発売日        |
| -------------------------------------------------- | ------------- |
| アイルランド、イタリア、オランダ、ドイツ           | 2007年4月13日 |
| オーストラリア、ニュージーランド                   | 2007年4月14日 |
| イスラエル                                         | 2007年4月15日 |
| イギリス、シンガポール、フランス、ポーランド、香港 | 2007年4月16日 |
| アメリカ合衆国、カナダ、スペイン、台湾、メキシコ   | 2007年4月17日 |
| 日本、スウェーデン                                 | 2007年4月18日 |
| 南アフリカ共和国                                   | 2007年4月21日 |